# Gourbesville
Gourbesville és un municipi francès situat al departament de la Manche i a la regió de Normandia. L'any 2007 tenia 176 habitants.

## Demografia

### Població
El 2007 la població de fet de Gourbesville era de 176 persones. Hi havia 56 famílies de les quals 8 eren unipersonals (8 homes vivint sols), 8 parelles sense fills, 28 parelles amb fills i 12 famílies monoparentals amb fills.
La població ha evolucionat segons el següent gràfic:
Habitants censats

### Habitatges
El 2007 hi havia 77 habitatges, 61 eren l'habitatge principal de la família, 8 eren segones residències i 8 estaven desocupats. Tots els 77 habitatges eren cases. Dels 61 habitatges principals, 43 estaven ocupats pels seus propietaris, 16 estaven llogats i ocupats pels llogaters i 2 estaven cedits a títol gratuït; 2 tenien dues cambres, 6 en tenien tres, 14 en tenien quatre i 39 en tenien cinc o més. 52 habitatges disposaven pel capbaix d'una plaça de pàrquing. A 34 habitatges hi havia un automòbil i a 24 n'hi havia dos o més.

### Piràmide de població
La piràmide de població per edats i sexe el 2009 era:
| Homes | Edats   | Dones |
| ----- | ------- | ----- |
| 0     | 95 o +  | 0     |
| 0     | 90 a 94 | 0     |
| 0     | 85 a 89 | 0     |
| 0     | 80 a 84 | 0     |
| 4     | 75 a 79 | 0     |
| 0     | 70 a 74 | 4     |
| 8     | 65 a 69 | 0     |
| 4     | 60 a 64 | 16    |
| 4     | 55 a 59 | 4     |
| 12    | 50 a 54 | 4     |
| 0     | 45 a 49 | 0     |
| 8     | 40 a 44 | 0     |
| 0     | 35 a 39 | 4     |
| 4     | 30 a 34 | 8     |
| 28    | 25 a 29 | 8     |
| 4     | 20 a 24 | 0     |
| 0     | 15 a 19 | 12    |
| 4     | 10 a 14 | 8     |
| 8     | 5 a 9   | 4     |
| 4     | 0 a 4   | 0     |

## Economia
El 2007 la població en edat de treballar era de 102 persones, 62 eren actives i 40 eren inactives. De les 62 persones actives 53 estaven ocupades (31 homes i 22 dones) i 9 estaven aturades (4 homes i 5 dones). De les 40 persones inactives 14 estaven jubilades, 11 estaven estudiant i 15 estaven classificades com a «altres inactius».

### Ingressos
El 2009 a Gourbesville hi havia 59 unitats fiscals que integraven 160,5 persones, la mediana anual d'ingressos fiscals per persona era de 13.299 €.

### Activitats econòmiques
L'únic establiment que hi havia el 2007 era d'una empresa de comerç i reparació d'automòbils.
L'any 2000 a Gourbesville hi havia 19 explotacions agrícoles que ocupaven un total de 966 hectàrees.

## Poblacions més properes
El següent diagrama mostra les poblacions més properes.